# Jitrocel černavý sudetský
Jitrocel černavý sudetský (Plantago atrata subsp. sudetica) je jediným poddruhem proměnlivého druhu jitrocele černého, který roste v české přírodě. Jedná se o vzácnou bylinu, která je považována za stenoendemita.

## Výskyt
Tento poddruh variabilního jitrocele černavého pravidelně vyrůstá v počtu asi 400 jedinců pouze na ploše necelé stovky čtverečních metrů ve Velké kotlině v Hrubém Jeseníku a nikde jinde na světě. Jeho stanovištěm je spíše sušší travnatý porost na nehluboké kamenité půdě v oreofytiku. Roste nedaleko od místa, kde se v ledovcovém kotli drží na jaře nejdéle sníh.

## Popis
Vytrvalá, sušením černající rostlina s jednou až třemi listovými růžicemi rostoucími z vícehlavého oddenku. Kopinaté či úzce kopinaté listy jsou dlouhé 8 až 15 a široké 0,5 až 1 cm, na bázi přecházejí poznenáhlu do řapíku, na vrcholu jsou zúžené do špičky a po obvodě nepravidelně dlouze zubaté nebo celokrajné. Jejich čepele jsou chlupaté a mají 3 až 5 podélných žilek.
Roztroušeně chlupaté stvoly jsou obvykle vysoké 12 až 20 cm. Nesou 2 cm velké vejčité až kulovité klasy se čtyřčetnými květy. Ty vyrůstají z úžlabí kýlnatých a po okrajích suchomázdřitých listenů dlouhých 4 až 5 mm. Květní kalich má brvité, hnědavé, hluboce dělené cípy. Hnědě zbarvená trubkovitá koruna je 4 až 5 mm dlouhá a z její trubky rostou čtyři tyčinky s bělavými nitkami a bledožlutými prašníky; tyčinky jsou delší než koruna. Květy jsou protogynické a kvetou v červenci a srpnu, opylují se cizím pylem anemogamicky.
Plodem je vejčitá tobolka asi 5 mm dlouhá, která obvykle obsahuje 2 semena asi 3,5 mm dlouhá a 1,5 mm široká. Semena bývají po okolí šířena endozoochoricky.

## Taxonomie
Druh jitrocel černavý je hodně variabilní. Má více poddruhů, např. v Alpách roste nominátní poddruh atrata, na Slovensku a v Polsku poddruh carpatica, na Balkáně poddruh graeca atd. Rostliny těchto poddruhů jsou habituálně podobné, odlišují se od sebe pouze maličkostmi, které neodborník stěží postřehne.

## Ohrožení
Jitrocel černavý sudetský roste na lokalitě, která je územně chráněna, patří do národní přírodní rezervace Praděd v chráněné krajinné oblasti Jeseníky. Jeho jediná populace je považována za relativně stabilní, je však ohrožena nekontrolovatelným okusem volně žijící zvěře. Jitrocel černavý sudetský je proto zařazen mezi kriticky ohrožené rostliny jak v "Červeném seznamu cévnatých rostlin ČR z roku 2012" (C1t), tak i v "Seznamu zvláště chráněných druhů rostlin" dle vyhlášky Ministerstva životního prostředí ČR č. 395/1992 Sb." (§1).